# 3288 Seleucus
3288 Seleucus је Амор астероид са пречником од приближно 2,8 .
Афел астероида је на удаљености од 2,962 астрономских јединица (АЈ) од Сунца, а перихел на 1,102 АЈ.
Ексцентрицитет орбите износи 0,457, инклинација (нагиб) орбите у односу на раван еклиптике 5,933 степени, а орбитални период износи 1058,196 дана (2,897 године).
Апсолутна магнитуда астероида је 15,3 а геометријски албедо 0,22.
Астероид је откривен 28. фебруара 1982. године.